# Ofensiva de Budapeste
A Ofensiva de Budapeste foi um ataque generalizado do Exército Vermelho, apoiados por tropas romenas, contra as forças da Alemanha Nazista e sua aliada do Eixo, a Hungria, durante a Segunda Guerra Mundial. A ofensiva soviética, no geral, durou cento e oito dias, indo de 29 de outubro de 1944 até a queda de Budapeste em 13 de fevereiro de 1945. Acabou sendo uma das ofensivas mais difíceis e complicadas que o exército soviético lançou na Europa Central.
Foi lançada em partes, após a conquista da Romênia, na Ofensiva Iasi–Kishinev. Foi dividida em cinco fases e tinha três grandes grupos de exércitos dos soviéticos na linha de frente, totalizando mais de 720 mil soldados (o triplo do que os alemães e húngaros podiam colocar em campo). A primeira (29 de outubro-3 de novembro de 1944) e segunda (7 de novembro–24 de novembro de 1944) fases foram excepcionalmente sangrentas, com os alemães resistindo bravamente. Os soviéticos conseguiram conquistar muito território mas não avançaram contra Budapeste, dando uma pausa de uma semana antes de retomar os ataques. O marechal Fyodor Tolbukhin havia trazido suas tropas do sul após a libertação de Belgrado, forçando o recuo dos alemães e húngaros. No começo de janeiro de 1945, os alemães lançaram uma série de contra-ataques para romper o cerco a Budapeste, mas em fevereiro os soviéticos já estavam adentrando na cidade, destruindo os bolsões de resistência nazistas. Os alemães então abandonaram a Hungria e 51 mil dos seus soldados foram capturados em Budapeste quando a cidade caiu, em 13 de fevereiro.
No fim, o Grupo de Exércitos Sul da Wehrmacht foi destruído, com mais de 110 mil alemães e húngaros sendo capturados. Com a conquista de Budapeste pelo exército vermelho, o último grande aliado da Alemanha Nazista foi retirado da guerra, acelerando a sua derrota no conflito. Com a vitória soviética na Hungria, o caminho estava aberto para Viena, Tchecoslováquia e o sul da Alemanha em si. Para fechar a abertura, Hitler ordenou que várias unidades do exército alemão abandonassem a luta na Frente Ocidental e fossem para o leste, lançando, em março de 1945, a Operação Frühlingserwachen, a última grande ofensiva nazista da Segunda Guerra Mundial.